# Nem Tudo é o que Parece (livro)
Nem Tudo é o que Parece é um livro de ficção com elementos de autoficção e terror psicológico, lançado em 2023 no formato e-book e em 2024 em versão impressa, escrito pelas autoras brasileiras Sophia Mendonça e Selma Sueli Silva.
A obra aborda tabus da maternidade atípica e questões ligadas à identidade de gênero, explorando as complexidades das relações familiares e a jornada de aceitação e superação de desafios relacionados ao neurodesenvolvimento e ao Transtorno de Personalidade Borderline.

## Sinopse
O livro acompanha a jornada de Antonella, uma mulher autista e com TDAH, que enfrenta uma série de acontecimentos pavorosos que colocam seu filho, Benjamin, contra ela. A narrativa, que utiliza personagens fictícios baseados em pessoas e situações reais, mergulha na intimidade de uma mãe que compartilha seu diagnóstico com o filho, desconstruindo estereótipos sobre a autonomia e os comportamentos do autismo nível 1 de suporte. Antonella busca compreender o que se passa com Benjamin enquanto se sente cada vez mais solitária. A obra busca compartilhar estratégias e experiências que foram úteis à jornada de inclusão social das autoras, que são mãe e filha neurodivergentes.

## Estrutura e Estilo
A escrita de Nem Tudo é o que Parece é descrita como uma "conversa".  O livro utiliza uma estrutura que se vale de personagens fictícios baseados em pessoas e situações reais, transformando vivências pessoais em uma obra que busca atuar positivamente na vida de outras pessoas, oferecendo estratégias para lidar com crises e colapsos mentais. O prefácio da obra é assinado pelo escritor e vencedor do Prêmio Jabuti, Léo Cunha.